# باول كرويشانك
باول كرويشانك (بالإنجليزية: Paul Cruickshank)‏ هو لاعب كرة قدم بريطاني، ولد في 18 يناير 1960 في أولدم في المملكة المتحدة. لعب مع نادي ألترينتشام ونادي بلاكبول ونادي بوري.